# Kristofer Andersson
Kristofer Andersson, död 25 augusti 1548 i Lübeck, var en svensk riddare och svenskt riksråd. Han skrev sig till sätesgården Hedåker i Hyringa socken och förde i vapnet tre gyllene eklöv i rött fält

## Biografi
Kristofer Andersson var son till Anders Eriksson (Ekeblad av Hedåker), befallningsman på Vadstena slott, och Anna Gudmundsdotter (Gumsehuvud) från Forstenasläkten). Han blev 1525 student vid Greifswalds universitet. Hans studier finansierades med kungligt stipendium och med stöd av modern som kom från en välbärgad släkt. Kristoffer Andersson fortsatte sina studier vid Wittenbergs universitet samma år. Från 1527 studerade han vid Jenas universitet och 1529 blev han magister i Wittenberg och var därefter 1530 på besök i Sverige då han avlade rapport om det kyrkopolitiska läget i Tyskland för Gustav Vasa. Han återvände därefter till Tyskland för fortsatta studier men var 1532 åter tillbaka i Sverige där han anställdes i kungliga kansliet. Bland hans första uppdrag blev att föra förhandlingar med Danmark och inför sitt första uppdrag samma år erhöll han titel av riksråd. Han deltog i beskickningar i Danmark även åren 1535, 1537 och 1543 samt en till Preussen 1537. 1537 slogs han till riddare.
Gustav Vasa verkar dock inte ha blivit nöjd med Kristofer Anderssons insatser. Redan 1537 beklagade han sig över att han fick en underordnad ställning vid förhandlingarna och ändå fick skulden för när de gick fel. Särskilt sedan Conrad von Pyhy kommit in vid förvaltningen och sedan Georg Norman 1540 blivit biträdande kanslichef kände sig Kristofer Andersson skjuten åt sidan. I januari 1543 sändes han tillsammans med Georg Norman till Danmark för att utverka danskt stöd för att bekämpa Dackeupproret. Han hade valts för sin danskvänlighet, men när Kristian III av Danmark uppmanat Gustav Vasa att sluta fred med Dacke och att försonas med Berend von Melen, och Kristofer Andersson fått rapporter om att Dackeupproret slagits ned vågade han inte fortsätta sin hemresa utan återvände till Danmark och därifrån reste han vidare till Wittenberg. 1544 drogs alla hans förläningar i Sverige in. Kristofer Andersson försökte genom dansk medling få Gustav Vasa att förlåta honom, men förgäves. Han avled den 25 mars 1548 i Lübeck.
Kristoffer Andersson var gift med Brita (Roos), änka efter Måns Bryntesson (Lilliehöök) som avrättats för sin inblandning i Västgötaherrarnas uppror och före honom gift med Erik Nilsson Gyllenstierna som avrättades vid Stockholms blodbad. Hustrun och hennes dotter Ebba Månsdotter, följde med honom till utlandet.